# Tallinn-Tartu Grand Prix 2010
Il Tallinn-Tartu Grand Prix 2010, nona edizione della corsa, valida come evento dell'UCI Europe Tour 2010 categoria 1.1, si svolse il 28 maggio 2010 su un percorso totale di 179,6 km. Fu vinto dal francese Denis Flahaut, che terminò la gara in 3h53'38" alla media di 46,124  km/h.
Al traguardo 72 ciclisti portarono a termine il percorso.

## Ordine d'arrivo (Top 10)
| Pos. | Corridore             | Squadra        | Tempo   |
| ---- | --------------------- | -------------- | ------- |
| 1    | Denis Flahaut         | ISD Cont.      | 3h53'38 |
| 2    | Jaan Kirsipuu         | Champion Sys.  | s.t.    |
| 3    | Erki Pütsep           | Kalev          | s.t.    |
| 4    | Reijo Puhm            | Estonia        | s.t.    |
| 5    | Normunds Lasis        | Lettonia       | s.t.    |
| 6    | Vytautas Kaupas       | Differdange    | s.t.    |
| 7    | Sylwester Janiszewski | CCC-Polsat     | s.t.    |
| 8    | Simas Kondrotas       | Kalev          | s.t.    |
| 9    | Alo Jakin             | Charvieu-Chav. | s.t.    |
| 10   | Fabio Donesana        | Kalev          | s.t.    |